# Astaxantina
L'astaxantina (ASX) è un carotenoide di colore rosso-violaceo.
È presente, insieme ad altre molecole antiossidanti, nell'olio di krill (Euphausia superba) e nell'olio di Calanus finmarchicus.
È responsabile del colore rosso di vari pesci quali tonno, salmone, pesce spada, krill, gamberi, che ne contengono in quantità. 
Oltre ad una funzione antiossidante presenta proprietà di anti-infiammatorio e protezione dai raggi-UV.

Come cantaxantina (che ad alte dosi prolungate nel tempo porta alla formazione di depositi cristallini nella retina e non sembrano comunque interferire con le funzioni della retina ), luteina e zeaxantina (che portano anch'essi alla formazione di depositi cristallini nella retina), è uno dei pochissimi carotenoidi in grado di superare la barriera ematoencefalica dei mammiferi, uomo incluso, e, successivamente, di superare la seconda "protezione" della barriera emato-retinica fino a depositarsi nella retina degli occhi (licopene e beta-carotene ad esempio non sono in grado di superare la barriera della retina). Rispetto alle altre forme di vitamina A, l'astaxantina è un forte antiossidante, in grado di arrivare "dentro l'occhio" dove può svolgere direttamente la sua azione.
La fonte vegetale più importante dell'astaxantina è un'alga unicellulare (microalga) d'acqua dolce: Haematococcus pluvialis, che produce in forma autonoma i lipidi contenenti astaxantina naturale quando le condizioni ambientali inducono uno stress ossidativo. Ciò avviene in presenza di acqua salata o di elevata radiazione luminosa.